# Aderbal Ramos da Silva
Aderbal Ramos da Silva (Florianópolis, 18 de janeiro de 1911 — Florianópolis, 13 de fevereiro de 1985) foi um advogado, jornalista, banqueiro e político brasileiro.

## Vida
Filho de João Pedro Ramos da Silva e de Raquel Ramos da Silva, neto materno de Vidal Ramos, sobrinho de Nereu Ramos e Celso Ramos. Casou com Ruth Hoepcke da Silva, filha de Carlos Hoepcke Júnior e neta de Carl Hoepcke. Foi um dos fundadores do Nossobanco, o Banco do estado do Paraná e Santa Catarina. Bacharelou-se em direito pela Faculdade de Direito do Rio de Janeiro, em 1932.

## Carreira
Foi presidente do diretório municipal de Florianópolis do Partido Liberal Catarinense.
Foi deputado à Assembleia Legislativa de Santa Catarina na 1ª legislatura (1935 — 1937).
Governador de Santa Catarina, eleito pelo Partido Social Democrático (1945-2003)(PSD), assumiu o governo em 26 de março de 1947. Afastado do governo por longo período, por problemas de saúde, foi substituído por José Boabaid, presidente da Assembleia Legislativa.
Foi deputado à Câmara dos Deputados por Santa Catarina na 38ª legislatura (1947 — 1951), eleito pelo Partido Social Democrático (PSD), e na 40ª legislatura (1955 — 1959), eleito pela Aliança Social Trabalhista, coligação do PSD com o Partido Trabalhista Brasileiro (PTB).
O estádio de futebol de propriedade do Avaí Futebol Clube, de Florianópolis, foi nomeado de Estádio Aderbal Ramos da Silva (popularmente chamado de Ressacada) em homenagem ao ex-governador, torcedor do clube.
Sua biblioteca particular faz parte do acervo do Instituto Carl Hoepcke (ICH).
Sepultado no Cemitério São Francisco de Assis (Florianópolis).